# 文海 (人物)
文海（？—1900年），费莫氏，字仲瀛。滿洲鑲红旗人，清末官员。历任御史，户部郎中，贵州安顺知府。1896年任驻藏大臣,1900年病卒于任上。 

## 生平
关于文海的生平，清史稿记载颇简略。据清史稿文海传，“以翻译举人考取内阁中书", 之后任军机章京，侍读，御史。后曾出任贵州安顺知府。
光绪二十二年（1896），出任驻藏大臣。光绪二十五年，发生史称“妖鞋事件”， 据称为当时摄政的第九世第穆呼图克图以邪术诅咒第十三世達賴喇嘛。文海奏请夺其名号。 宣统二年（1910年）清廷为其平反，并允许寻访其转世灵童。但噶厦拒绝恢复其呼图克图封号，此转世之第十世德木活佛德木·丹增嘉措为最后一世。
文海亦有平定土匪之功，为朝廷嘉许。
1899年，文海因病请求入川就医，于途中病死。

## 家庭成员
兄文治，见于清史稿文海传 （“兄文治授詹事”）。 
兄文澂。

## 延伸阅读
[在维基数据编辑]
 《清史稿·卷453》